# Confession (película de 2005)
Confession es una película estadounidense de drama y suspenso de 2005, dirigida por Jonathan Meyers, que a su vez la escribió junto a Daniel Wright, musicalizada por Ryan Shore, en la fotografía estuvo Nelson Cragg y los protagonistas son Chris Pine, Cameron Daddo y Bruce Davison, entre otros. El filme fue realizado por Crazy Dreams Entertainment y se estrenó el 29 de noviembre de 2005.

## Sinopsis
Luego de que el provocador del colegio empuja a un estudiante a un fallecimiento accidental, le confiesa lo sucedido al padre Kelly y después lo incrimina a él por esa muerte.